# Ocyale
Ocyale es un género de arañas araneomorfas de la familia Lycosidae. Se encuentra en África, sur de Asia y Sudamérica.

## Lista de especies
Según The World Spider Catalog 12.0:
- Ocyale dewinterae Alderweireldt, 1996
- Ocyale discrepans Roewer, 1960
- Ocyale fera Strand, 1908
- Ocyale grandis Alderweireldt, 1996
- Ocyale guttata (Karsch, 1878)
- Ocyale huachoi (Mello-Leitão, 1942)
- Ocyale kalpiensis Gajbe, 2004
- Ocyale kumari Dyal, 1935
- Ocyale lanca (Karsch, 1879)
- Ocyale pelliona (Audouin, 1826)
- Ocyale pilosa (Roewer, 1960)
- Ocyale qiongzhongensis Yin & Peng, 1997